# Noamundi
Noamundi è una suddivisione dell'India, classificata come census town, di 16.228 abitanti, situata nel distretto del Singhbhum Occidentale, nello stato federato del Jharkhand. In base al numero di abitanti la città rientra nella classe IV (da 10.000 a 19.999 persone).

## Geografia fisica
La città è situata a 22° 8' 60 N e 85° 31' 60 E e ha un'altitudine di 486 m s.l.m..

## Società

### Evoluzione demografica
Al censimento del 2001 la popolazione di Noamundi assommava a 16.228 persone, delle quali 8.369 maschi e 7.859 femmine. I bambini di età inferiore o uguale ai sei anni assommavano a 2.235, dei quali 1.143 maschi e 1.092 femmine. Infine, coloro che erano in grado di saper almeno leggere e scrivere erano 10.266, dei quali 6.096 maschi e 4.170 femmine.